# Bruant bleu
Emberiza siemsseni
Espèce
Synonymes
- Junco siemsseni Martens, 1906[1]
- Latoucheornis siemsseni (Martens, 1906)[2]

Statut de conservation UICN

 LC  : Préoccupation mineure
Le Bruant bleu (Emberiza siemsseni) est une espèce de passereaux de la famille des Emberizidae qui est endémique des montagnes du centre de la Chine.

## Systématique

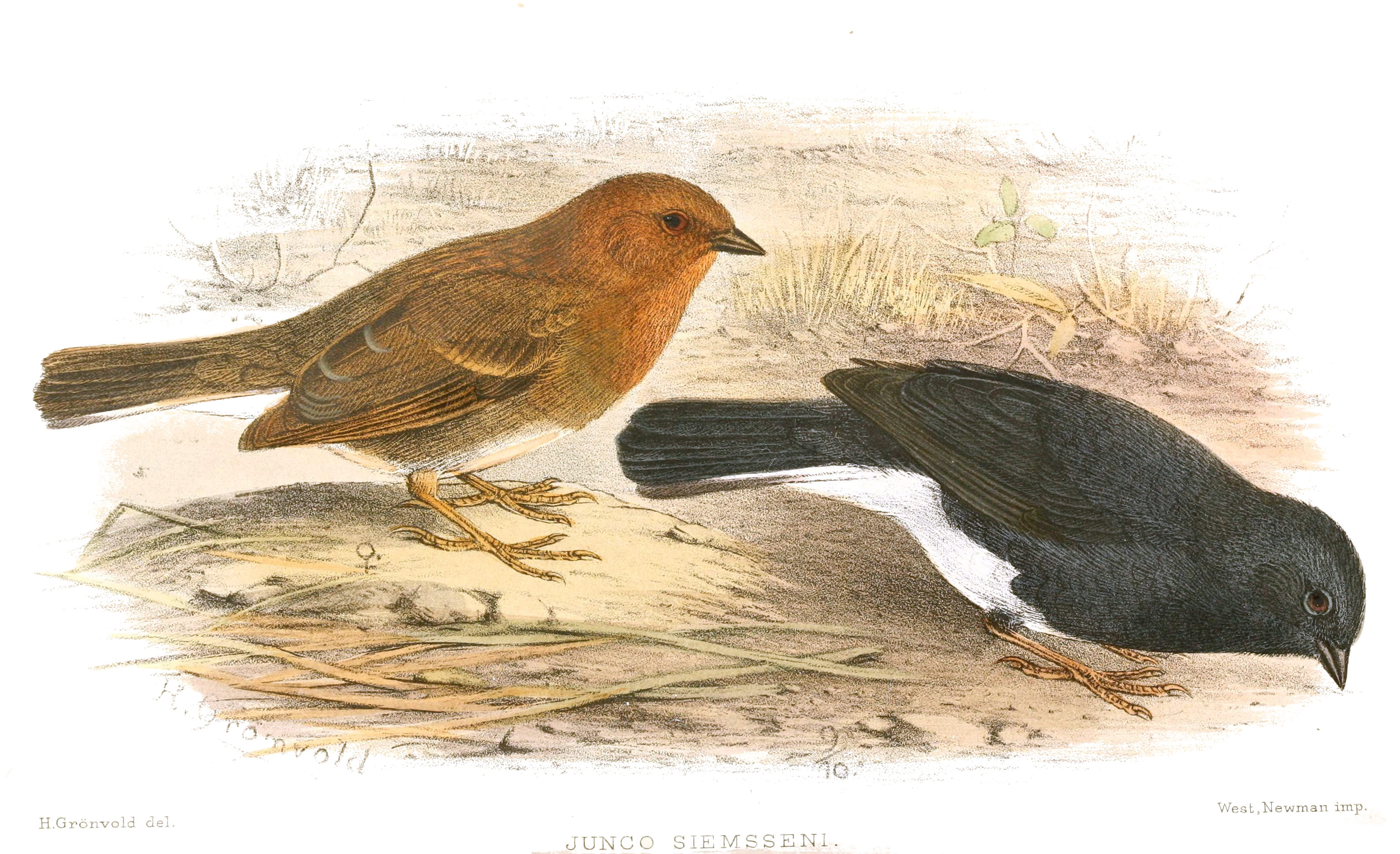
Dessin d'un couple (femelle à gauche) par Henrik Grönvold.

L'espèce Emberiza siemsseni a été initialement décrite en 1906 par Gustav Heinrich Martens (d) sous le protonyme de Junco siemsseni.

## Étymologie
Son épithète spécifique, siemsseni, lui a été donnée en l'honneur de Georg Theodor Siemssen (d) (1816-1886), marchand et homme politique allemand, alors consul en Chine.

## Publication originale
- (de) G. H. Martens, « Eine neue Ammerart aus Südost China », Ornithologische Monatsberichte, Berlin, Inconnu, vol. 14,‎ 1906, p. 192-194 (ISSN 0375-0221, OCLC 1761529, lire en ligne).